# Шлёнский, Владимир Николаевич
Владимир Николаевич Шлёнский (6 августа 1945, Москва — 30 июня 1986, Ульяновская область) — советский поэт, автор текстов песен, военный журналист.

## Биография
Рос в неблагополучной семье матери-одиночки вместе с братом и двумя сёстрами. Брат Николай стал уголовником.
За свою жизнь Владимир Шлёнский успел поработать и слесарем на машиностроительном заводе, и мастером по осветительной технике в кино, и санитаром в больнице. В июне 1986 года, незадолго до своей смерти, он был командирован в Афганистан в качестве военного журналиста. Умер от инфаркта во время поездки с творческой бригадой ЦК ВЛКСМ по Ульяновской области.
- Первая жена (до 1972 года) — поэтесса Екатерина Чапка (р. 1948).
- Вторая жена — Люция Шлёнская.
- Дочь Анна Шлёнская — музыкант.

Владимир Шлёнский — автор нескольких поэтических сборников, на его стихи написано много известных песен такими композиторами, как Александр Журбин, Владимир Шаинский, Владимир Рубашевский, Владимир Быстряков.

## Награды
- орден «Знак Почёта» (16.11.1984)

## Фильмография

### Автор текстов песен к фильмам
- 1984 — «Шутки в сторону»
- 1985 — «Самая обаятельная и привлекательная»[5]
- 1986 — «Голова Горгоны»[4]

## Избранные песни
- «Танго для всех» (музыка Александра Журбина) — исполняет Иосиф Кобзон
- «Добрые слоны» (музыка Александра Журбина) — исполняет Людмила Гурченко
- «Иллюзия» (музыка Александра Журбина) исполняет Армен Джигарханян
- «Последний шанс» (музыка Александра Журбина) — исполняет Павел Смеян
- «Трудная любовь» (музыка Александра Журбина) — исполняют Павел Смеян и Наталья Ветлицкая
- «Песня о цирке» (музыка Александра Журбина) — исполняет Евгений Герчаков
- «Быль-небыль» (музыка Владимира Быстрякова) — исполняет Николай Караченцов
- «Песенка о счастье» (музыка Владимира Рубашевского) из фильма «Самая обаятельная и привлекательная» — исполняет Ирина Муравьёва[7][5]
- «Сказка о царевне-лягушке» (музыка Юрия Петерсона) — исполняют Юрий Петерсон и ВИА «Пламя»